# Porodnice

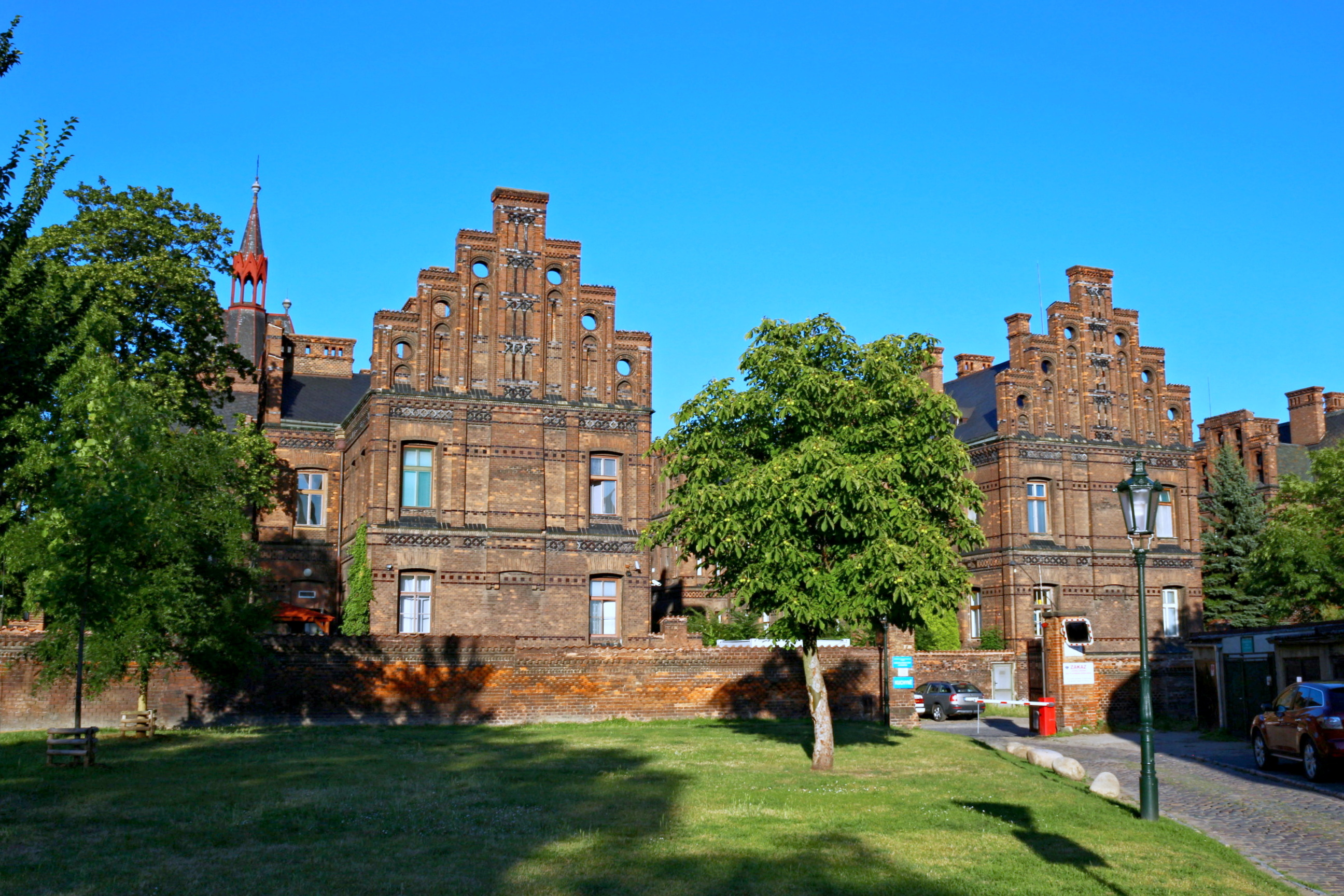
Zemská porodnice u Apolináře v Praze, nejstarší porodnická klinika v Českém království

Porodnice je lůžkové nemocniční zařízení pro těhotné ženy, kterým je zde poskytována péče v případě patologií těhotenství, péče při porodu a v poporodním období je zde poskytována i jejich novorozeným dětem.

## Historie
První porodnice vznikaly ve Francii a v Itálii od 15. století, kdy se porodnictvím začali zabývat lékaři (Ambroise Paré, 1510-1590).
První porodnice v Českých zemích byla součástí Vlašského špitálu na Malé Straně v Praze, založeného roku 1606. Souběžně s rozvojem lékařství se v Evropě začaly budovat porodnice, kde rodily zejména sociálně slabé ženy, prostitutky a ženy s nechtěným těhotenstvím. Pražská Zemská porodnice u Apolináře byla původně nalezincem a sirotčincem.
Porody v těchto porodnicích byly doprovázeny vysokou úmrtností zejména matek z důvodu horečky omladnic způsobené nedostatečnou hygienou zdravotnického personálu, což objasnil Ignác Filip Semmelweis.
Po druhé světové válce, která byla spojena s rozvojem zdravotnictví, se většina porodů v rozvinutých zemích přesunula do porodnic.